# Justine l'Heureux
Justine l'Heureux (Saint-Tite, Quebec, 2 maart 1989) is een Canadees voormalig langebaanschaatsster. Tussen het seizoen 2007/2008 en 2010 maakte ze deel uit van het nationale team langebaanschaatsen.

## Biografie
L'Heureux debuteerde internationaal op het WK Junioren 2005 in Seinäjoki (Finland), waar ze 16e werd, op het WK Junioren 2006 werd ze 14e en was ze de beste Canadese. Eerder dat seizoen had ze ook al een medaille gepakt op de Canadese afstandskampioenschappen, brons op de 3000 meter. Op het WK Junioren 2007 eindigde ze eveneens als beste Canadese middels een top 10-positie en op het WK Junioren 2008 reed ze zelfs naar het zilver. In het seizoen 2005/06 reed ze ook enkele wereldbekerwedstrijden en een seizoen later startte ze zelfs in de A-groep. Bij haar deelname op haar eerste seniorenkampioenschap, het CK van Noord-Amerika & Oceanië reed ze twee afstanden om vervolgens op de 1500 meter niet te starten. Voor het WK Allround in Hamar was ze reserve.

## Persoonlijke records
| Afstand    | Tijd    | Datum           | Baan    |
| ---------- | ------- | --------------- | ------- |
| 500 meter  | 39,75   | 4 januari 2008  | Calgary |
| 1000 meter | 1.16,80 | 4 januari 2008  | Calgary |
| 1500 meter | 1.58,79 | 5 januari 2008  | Calgary |
| 3000 meter | 4.12,75 | 8 januari 2006  | Calgary |
| 5000 meter | 7.23,67 | 30 oktober 2005 | Calgary |

## Resultaten
| Jaar | NK Afstanden                                | NK Allround | CK N-Amerika | Wereldbeker | WK Junioren          |
| ---- | ------------------------------------------- | ----------- | ------------ | ----------- | -------------------- |
| 2004 |                                             | NC          |              |             |                      |
| 2005 |                                             |             |              |             | 16e 7e achtervolging |
| 2006 | 7e 500m · 10e 1000m · 6e 1500m · 3000m      |             |              |             | 14e 6e achtervolging |
| 2007 | 8e 1500m 7e 3000m                           |             |              |             | 8e 8e achtervolging  |
| 2008 | NC 500m                                     |             |              |             | · 4e achtervolging   |
| 2009 | 8e 500m 6e 1000m 5e 1500m 6e 3000m 6e 5000m |             | ns 1500m     | 50e 1000m   |                      |
| 2010 | 5e 500m                                     |             |              |             |                      |

### Medaillespiegel
| Kampioenschap | Goud · | Zilver · | Brons · |
| ------------- | ------ | -------- | ------- |
| WK Junioren   | 0      | 1        | 0       |
| NK Afstanden  | 0      | 0        | 1       |